# Todd Duffee
Todd Duffee (Evansville, 6 de dezembro de 1985) é um lutador norte-americano de artes marciais mistas, atualmente ele compete no peso-pesado do Ultimate Fighting Championship. Ele treina na renomada American Kickboxing Academy em San Jose, Califórnia. Além da carreira no MMA, Duffee participou do filme Never Back Down 2.

## Carreira no MMA

### Ultimate Fighting Championship
Duffee era esperado para fazer sua estreia no UFC contra Mostapha Al Turk no UFC 99, porém o UFC tirou Duffee da luta. Duffee foi substituído por Mirko Filipović. Foi anunciado em seguida que Duffee enfrentaria o estreante no UFC Mike Russow, porém Duffee foi retirado da luta para enfrentar Tim Hague.
Duffee lutou no UFC 102 contra Tim Hague, Duffe marcou o recorde de nocaute mais rápido da história do UFC ao nocautear Hague em sete segundos. Após nocautar Hague, ele celebrou dizendo para a câmera "Isso foi um aperitivo, eu quero comer agora Dana, me deixe comer!"
Duffee era esperado para enfrentar Paul Buentello no UFC 107, porém foi retirado da luta com uma lesão.
Duffee enfrentou Mike Russow no UFC 114, ele perdeu por Nocaute no terceiro round. Depois de dominar os dois primeiros rounds, utilizando o boxe, Duffee parecia estar a caminho de uma vitória por Decisão Unânime, quando do nada, Russow acertou Duffee com dois diretos seguido de um hammerfist que levaram o árbitro a parar a luta com Duffee inconsciente na tela. Joe Rogan afirmou que a natureza do nocaute foi "como algo saído de um filme" e era "uma das maiores reviravoltas da história do UFC". Russow quebrou a ulna esquerda, enquanto desviava dos socos de Duffee no final do primeiro round.
Duffee era esperado para enfrentar Jon Madsen em 23 de Outubro de 2010 no UFC 121, porém Duffee foi forçado a se retirar novamente alegando uma lesão e foi substituído por Gilbert Yvel.
Em 7 de Setembro de 2010, Duffee foi surpreendentemente liberado da promoção do UFC por motivos desconhecidos. Há rumores de que Duffee pediu ajuda financeira para pagar por uma cirurgia no joelho que ele não poderia pagar, mas quando o UFC disse que ele deve pagar por si mesmo haveria uma briga entre as duas partes. Duffee falou publicamente sobre lutadores de MMA serem mal pagos e que ele precisava para ter um segundo emprego apenas para pagar a seu treinamento. Dana White disse mais tarde em uma entrevista com Ariel Helwani que ele tinha um problema de atitude e que lhe parecia que "ele não quer estar no UFC, ele não gosta de estar no UFC." Ele também disse que ele poderia trabalhar o seu caminho de volta para a organização através de lutas em organizações menores. Depois de sua liberação Duffee disse que não conseguia entender a sua liberação e nunca foi dito porque, embora ele não guarde amargura do presidente do UFC ou da empresa.

### Dream
Após ser liberado do UFC, Duffee era esperado para lutar no Titan Fighting Championships no começo de 2011. Porém quando o Dream, uma promoção com base fora do Japão, foi incapaz de encontrar um adcersário para o ex-Campeão Peso Pesado do Strikeforce Alistair Overeem na primeira luta de Peso Pesado do Dream, no Dynamite!!. Faltando menos de duas semanas para a luta, Duffee aceito a luta contra Overeem, valendo o título, deixando-o com muito pouco tempo para se preparar, mas com a oportunidade de enfrentar um grande nome do esporte. No começo, Duffee mostrou bastante agressividade com socos sem sucesso, o veterano Overeem manteve a calma soltou uma joelhada que atordoou Duffee seguido por socos que nocautearam Duffee aos 19 segundos do primeiro round. Duffee disse após a luta que ele respeitava a habilidade de Overeem, mas sentiu que se ele tivesse tempo suficiente para treinar e se preparar, teria sido um resultado completamente diferente. Overeem trouxe Duffee para treinar em seu campo de treinamento em preparação para sua estréia no UFC contra Brock Lesnar no final de 2011 para que Duffee para ajudá-lo com sua defesa de quedas.
Duffee era esperado para enfrentar Nick Gaston em 16 de Julho de 2011 no Dream 17, porém foi forçado a se retirar da luta devido a uma lesão.

### Retorno ao UFC
Duffee fez sua volta ao UFC contra Phil De Fries em 29 de Dezembro de 2012 no UFC 155, substituíndo Matt Mitrione. Ele venceu a luta por Nocaute Técnico no primeiro round. Sua performance lhe rendeu o prêmio de Nocaute da Noite.
Após quase dois anos afastados do octagon devido a lesões, Duffee retornou ao UFC contra Anthony Hamilton em 6 de Dezembro de 2014 no UFC 181. Ele fez sua luta de volta em grande estilo, nocauteando Hamilton em menos de um minuto de luta com um belo soco.
Duffee enfrentou o ex-campeão Frank Mir em 15 de Julho de 2015 no UFC Fight Night: Mir vs. Duffee. Ele foi derrotado por nocaute ainda no primeiro round em uma luta. 

## Cartel no MMA
| Cartel no MMA   |            |            |
| 13 lutas        | 9 vitórias | 3 derrotas |
| Por nocaute     | 9          | 3          |
| Por finalização | 0          | 0          |
| Por decisão     | 0          | 0          |
| No contest      | 1          | 1          |

| Res.    | Cartel  | Oponente         | Método                     | Evento                                  | Data       | Round | Tempo | Local                 | Notas                                                                                     |
| ------- | ------- | ---------------- | -------------------------- | --------------------------------------- | ---------- | ----- | ----- | --------------------- | ----------------------------------------------------------------------------------------- |
| NC      | 9-3 (1) | Jeff Hughes      | Sem Resultado              | UFC Fight Night: Cowboy vs. Gaethje     | 14/09/2019 | 1     | 4:03  | Vancouver             | A luta ficou sem resultado após uma dedada acidental no olho.                             |
| Derrota | 9-3     | Frank Mir        | Nocaute (soco)             | UFC Fight Night: Mir vs. Duffee         | 15/07/2015 | 1     | 1:13  | San Diego, Califórnia |                                                                                           |
| Vitória | 9-2     | Anthony Hamilton | Nocaute (soco)             | UFC 181: Hendricks vs. Lawler II        | 06/12/2014 | 1     | 0:33  | Las Vegas, Nevada     |                                                                                           |
| Vitória | 8-2     | Phil De Fries    | Nocaute Técnico (socos)    | UFC 155: Dos Santos vs. Velasquez II    | 29/12/2012 | 1     | 2:04  | Las Vegas, Nevada     | Nocaute da Noite.                                                                         |
| Vitória | 7-2     | Neil Grove       | Nocaute Técnico (socos)    | SFL 2                                   | 07/04/2012 | 1     | 0:34  | Chandigarh            |                                                                                           |
| Derrota | 6-2     | Alistair Overeem | Nocaute (joelhada e socos) | Dynamite!! 2010                         | 31/12/2010 | 1     | 0:19  | Saitama               | Pelo Cinturão Peso Pesado do DREAM.                                                       |
| Derrota | 6-1     | Mike Russow      | Nocaute (soco)             | UFC 114: Rampage vs. Evans              | 29/05/2010 | 3     | 2:33  | Las Vegas, Nevada     |                                                                                           |
| Vitória | 6-0     | Tim Hague        | Nocaute (socos)            | UFC 102: Couture vs. Nogueira           | 29/08/2009 | 1     | 0:07  | Portland, Oregon      | Estreia no UFC; Quebrou o recorde de Nocaute mais rápido da história do UFC (7 segundos). |
| Vitória | 5–0     | Assuerio Silva   | Nocaute Técnico (socos)    | Jungle Fight 11                         | 13/09/2008 | 2     | 1:17  | Rio de Janeiro        |                                                                                           |
| Vitória | 4–0     | Josh Bennett     | Nocaute (socos)            | Alianza National Full Contact 2         | 08/08/2008 | 1     | 1:25  | Santo Domingo         |                                                                                           |
| Vitória | 3–0     | Mark Honneger    | Nocaute Técnico (socos)    | Crazy Horse Fights                      | 11/12/2007 | 1     | 3:22  | Miami, Flórida        |                                                                                           |
| Vitória | 2–0     | Mike Walbright   | Nocaute Técnico (socos)    | Beatdown Fight Party: Head On Collision | 01/06/2007 | 1     | 0:16  | Kennesaw, Geórgia     |                                                                                           |
| Vitória | 1–0     | Jonathan Spears  | Nocaute Técnico (socos)    | Beatdown Fight Party: Invasion          | 09/02/2007 | 1     | 0:15  | Kennesaw, Geórgia     |                                                                                           |